# Vital Jean De Gronckel
Vital Jean de Gronckel (Sint-Kwintens-Lennik, 20 april 1820 - Schaarbeek, 8 januari 1890) was een Belgische portret- en genreschilder.

## Leven en werk
Vital De Gronckel werd geboren op 20 april 1820 in Sint-Kwintens-Lennik waar zijn vader, afkomstig van Bonheiden, zich in 1808, onder het Frans bewind, gevestigd had als "officier de santé" (geneesmeester) en zijn moeder, Maria-Theresa Nerinckx uit Ninove, een winkel openhield. In totaal telde het gezin negen kinderen, waaronder een oudere broer Frans-Jozef. Deze werd later advocaat en provincie-raadslid van Brabant (provincie), hij was de eerste die over het Pajottenland publiceerde en als "uitvinder" van deze streek wordt aanzien.
Vital De Gronckel volgde zijn opleiding bij de Koninklijke Academie voor Schone Kunsten van Brussel bij Louis Gallait. Om zich te vervolmaken ging hij naar Sint-Petersburg. Hij huwde daar op 30 augustus 1849 Elisabeh-Eva Eisele, volgens de Russische wetten. Op 24 april 1854 werd hun zoon Charles-Adam-Ildefonse geboren. Halverwege de negentiende eeuw werkte hij in Sint-Petersburg. Hij was een veelgevraagd portrettist, die in opdracht meerdere publieke persoonlijkheden schilderde. Ook vervaardigde hij diverse religieuze taferelen, onder andere in opdracht van het toenmalige Russische ministerie van Oorlog, zo maakte hij tientallen schilderijen voor de Russisch-Orthodoxe kerk van de vesting Sveaborg( Helsinki), toen in Russisch bezit. Een aantal van die werken bevinden zich nu in het Fins Museum voor de Orthodoxe kerk te Kuopio (Finland) Hij was lid van de Keizerlijke Academie van Kunsten en Wetenschappen in Sint-Petersburg.
In 1866 schilderde hij het portret van zijn broer François Joseph in advocatentoga en werd hiervoor bekroond met de Gouden Prijs op de Nationale Tentoonstelling voor Schone Kunsten te Brussel. Het werk werd, na jarenlang in familiebezit gebleven, aangekocht door de gemeente Lennik op initiatief van de culturele kring Andreas Masius. Het werd, na een grondige restauratie, opgehangen in het gemeentehuis (waarvan de bouw medegefinancierd was door François Joseph).
In augustus 1858 werd De Gronckel unaniem door de leden van de gemeenteraad van Lokeren benoemd tot professor in de teken- en schilderkunst aan de academie van teken- en bouwkunde in Lokeren.. Van 1863 tot 1866 was hij als docent werkzaam bij de Brusselse Academie. In 1879 was hij als schilder werkzaam in Londen.
Zijn Portret van twee kinderen uit 1849 Portret van een oudere vrouw uit 1850, alsook Portret van de kinderen Oldenburg uit 1853 zijn in bezit van de Hermitage (Sint-Petersburg) in Sint Petersburg.
Vital Jean, overleed op 8 januari 1890 te Schaarbeek, en werd begraven te Sint-Kwintens-Lennik, naast zijn vrouw die in 1875 was overleden, en zijn broer Frans-Jozef die was gestorven in 1871. De naamkruisen blijven bewaard aan de zijgevel van de kerk.

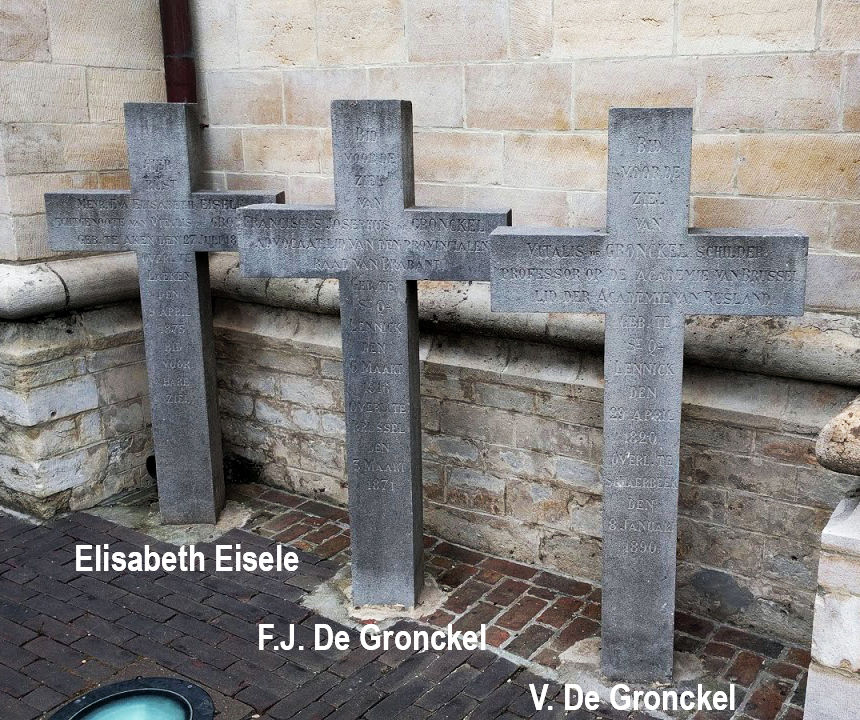
Graven van Vital-Jean De Gronckel en zijn vrouw Elisabeth-Eva Eisele evenals zijn broer Frans-Jozef.